# スティーブ・クライン (左投手)
スティーブン・ジェームズ・クライン（Steven James Kline, 1972年8月22日 - ）は、アメリカ合衆国ペンシルベニア州ノーサンバーランド郡サンベリー出身の元プロ野球選手（投手）。左投両打。

## 経歴

### プロ入り前
アレゲニー・カレッジ・オブ・メリーランド在学時の1991年にMLBドラフト60巡目（全体1463位）でロサンゼルス・ドジャースから指名されたが、この時は契約しなかった。

### 現役時代
ウェストバージニア大学へ転学後の1993年、MLBドラフト8巡目（全体223位）でクリーブランド・インディアンスから指名され、プロ入り。
1997年のシーズン開幕戦でメジャーデビューを果たすと、7月末にはモントリオール・エクスポズへ移籍した。翌1998年からは左のリリーフとしてメジャーに定着すると、3年連続で78試合以上に登板（3年間の試合数：78→82→83で1999年と2000年はナショナルリーグ最多登板）するなどタフネスぶりを見せた。
フェルナンド・タティスらとのトレードでセントルイス・カージナルスへ移籍した2001年は自己最多の89試合に登板して防御率1.80と好投し、3年連続のナ・リーグ最多登板も達成した。
その後はボルチモア・オリオールズとサンフランシスコ・ジャイアンツへの移籍を経てメジャー最終年となる2007年まで毎年66試合以上に登板しており、メジャー実働11年で通算796試合（1997年に1試合先発した以外は全てリリーフ）に登板している。
フィラデルフィア・フィリーズ傘下でプレーした2008年が現役最後のシーズンとなった。

### 引退後
引退後は2009年からの11年間でジャイアンツ傘下マイナーのコーチを務めた。2021年からはペンシルベニア州立インディアナ大学野球部のヘッドコーチを務める。

## 投球スタイル
スライダーと高速シンカーをホームプレートの両サイドに投げ分けるビッチングを持ち味としていた。

## 人物
カージナルス時代には汚い帽子を意図的に被っていたことで話題となった。その汚し方は帽子を地面に投げたり、何度もぶつけたり、唾をかけたりして無理やり汚しているもので、クラインは自身の帽子を毎年スプリングトレーニングになるとチームメイトたちの力も借りて汚くしていた。「みんなが集まった時に全員に踏みつけてもらったり、ツバをかけてもらって地面にこすりつけたり、あらゆることをやってもらって汚しているよ」 と話すクラインの帽子は球界でもすっかり有名になり、スポーツ専門テレビ局の『ESPN』で特集が組まれたほどだった。カージナルスの本拠地ブッシュ・スタジアムでは“スティーブ・クライン帽子デー”というプロモーションを行ったことがあるが、そのプレゼント用の帽子は汚れが付いた仕様になっていたという逸話もある。ちなみに汚れた帽子を好んでいた理由は「故郷（ペンシルベニア州）にいる家族や友だちに捧げているんだ。自分がどんなところで生まれ育ってきたのかを忘れないためにね」というものである。さらに本人曰く、帽子の洗濯はしないといい、ロッカーが隣の選手からは「バキュームカーのような臭いがするからハエが崇っている」といった苦言を呈されていた。また、汚れた帽子はシーズンオフにはカージナルス球団主催のチャリティに出品され、落札されたことがあるという。ただし、帰宅時には「汚い帽子も一緒だと妻が家に入れてくれないんだ」という理由でその帽子はロッカーに置いてから帰るようにしていた。

## 詳細情報

### 背番号
- 52（1997年 - 同年途中）
- 44（1997年途中 - 2001年）
- 49（2002年 - 2003年）
- 34（2004年）
- 41（2005年、2006年 - 2007年）